# Pacaya
Le Pacaya est un volcan actif de 2 552 mètres d'altitude situé en périphérie de la ville d'Antigua, au Guatemala. Il entra en éruption pour la première fois il y a environ 23 000 ans et, depuis l'arrivée des Espagnols, il est entré en éruption au moins vingt-trois fois.
Après être resté endormi durant près d'un siècle, il entra violemment en éruption en 1961 ; depuis, son activité est relativement constante. Le Pacaya est entré à nouveau dans une phase éruptive du 19 juillet 2004 au 28 octobre 2010, projetant de la lave, des fumées et des cendres, qui se sont élevées jusqu'à 1 000 mètres.

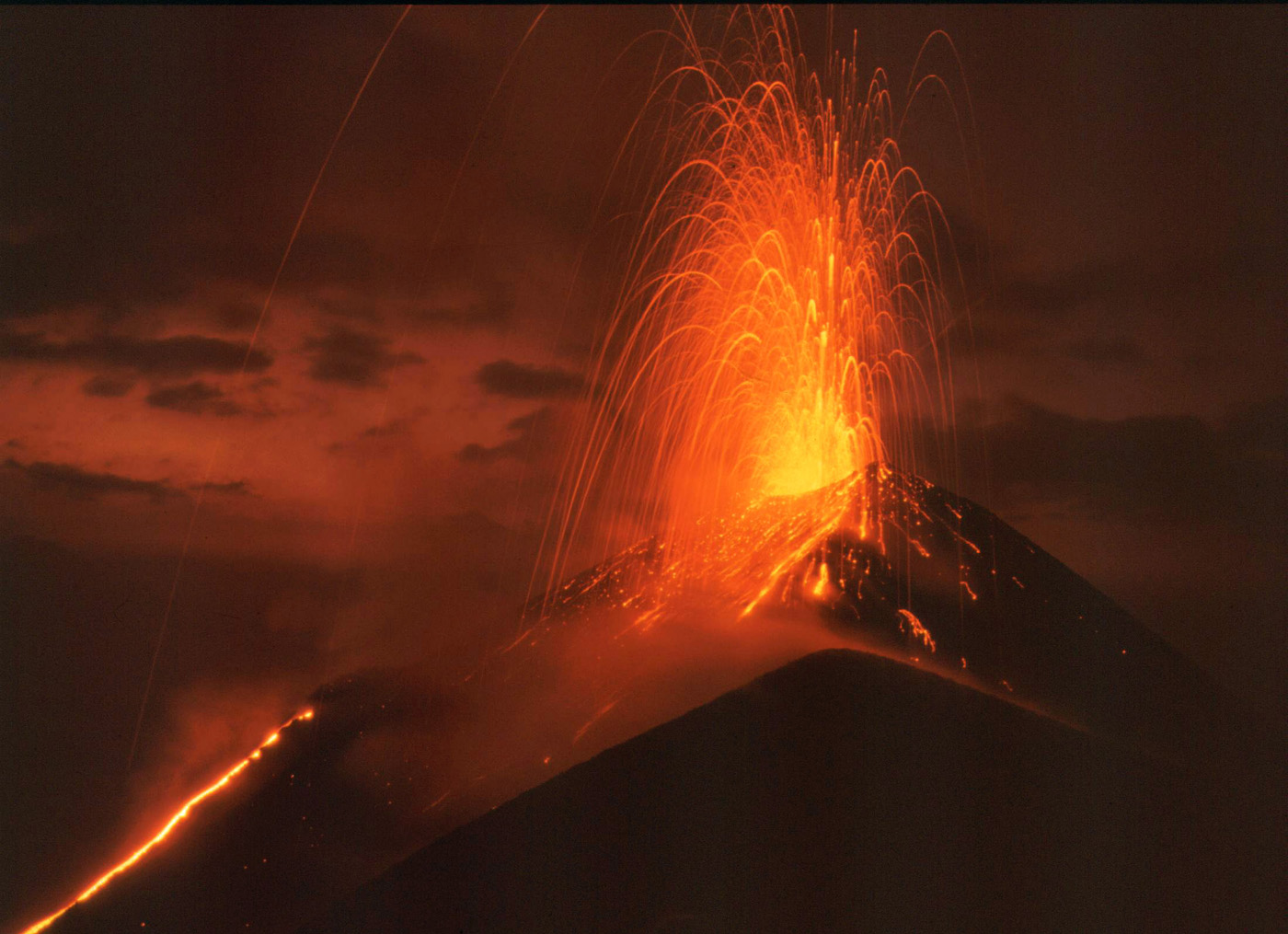
Vue nocturne d'une fontaine et d'une coulée de lave au sommet du Pacaya en 1992.